# Bodianus tanyokidus
Bodianus tanyokidus Gomon & Madden, 1981 è un pesce marino appartenente alla famiglia Labridae diffuso nell'Indo-Pacifico. L'epiteto specifico tanyokidus si riferisce alla macchia sull'opercolo.

## Distribuzione e habitat
L'areale di questa specie tipica di acque profonde si estende nell'oceano Pacifico e nell'oceano Indiano, fin dalle coste del Giappone a Mauritius e Comore.

## Descrizione
Il corpo, come in diverse altre specie del genere Bodianus (tra cui Bodianus opercularis e Bodianus neopercularis, dai quali si distingue per la colorazione che non è composta da striature rosse e bianche) è allungato, mai alto e con la testa dal profilo appuntito. I denti sono sporgenti e le pinne pelviche corte. Raggiunge una lunghezza massima di 17,7 cm.
La colorazione degli adulti è gialla-arancione, rosata-brunastra sul dorso; sull'opercolo c'è una macchia scura. Sono presenti una o due striature sottili orizzontali non molto nette di colore rossastro. Una piccola macchia dello stesso colore si trova alla base della pinna caudale, che come le altre pinne è gialla. Il ventre è pallido.
Può essere confuso con Bodianus sanguineus.

## Riproduzione
È oviparo e non ci sono cure verso le uova, che vengono disperse nell'acqua..

## Conservazione
Questa specie è nota da pochi esemplari perché comune solo in acque profonde; non sembra essere minacciata da particolari pericoli, ma comunque viene classificata come "dati insufficienti" (DD) dalla lista rossa IUCN perché le informazioni su questa specie vengono ritenute troppo poche.